# Paraplyaralia
Paraplyaralia (Schefflera arboricola) är en flerårig buske som tillhör familjen araliaväxter. Dess ursprungsland är Taiwan. Den odlas oftast för sina dekorativa blad. Det finns namnsorter med brokiga och flikiga småblad.
Städsegrön buske, 3-4 m hög. Bladen är långskaftade, fingrade med 7-11 skaftade småblad. Småbladen är kala, något läderartade, omkring 10 cm långa och elliptiska. Blomställning är en toppställd kvast, ca 20 cm lång, med blommorna samlade i små flockar längs stjälkarna. Varje flock har 5-10, gulaktiga blommor som blir 0,7-1 cm vida. Blommar oftast inte i krukodling.
Paraplyaralian är i det vilda en epifyt som använder andra växter som underlag, men kan odlas på marken. På Kanarieöarna används den ofta som häckväxt, längs gator och torg. Många känner säkert igen den då den är vanligt förekommande som krukväxt i bland annat Sverige.

## Sorter
- 'Geisha Girl' - småblad med rundade spetsar.
- 'Hayata' - småbladen är gråaktiga.
- 'Variegata' - småbladen är brokiga i gult och grönt.